# Wereldkampioenschappen veldrijden 2004
De wereldkampioenschappen veldrijden 2004 werden gehouden in het weekend van 31 januari en 1 februari 2004 in Pontchâteau in Frankrijk.
Op zaterdag 31 januari streden de junioren en beloften voor de wereldtitel, op zondag 1 februari de dames en de elite mannen.
België ging met drie regenboogtruien aan de haal. Nederland won geen enkele medaille, wat zeldzaam was. Niels Albert en Kevin Pauwels wonnen goud bij de junioren en beloften, respectievelijk. Bij de elite mannen kon voor het eerst sinds 1999 een uittredende wereldkampioen zijn titel verlengen. Bart Wellens won een Belgisch sprintduel, voor Mario De Clercq en Sven Vanthourenhout. Bij de elite vrouwen behaalde de Franse Laurence Leboucher voor eigen volk haar tweede wereldtitel, met een halve minuut voorsprong op haar landgenote Maryline Salvetat.

## Verloop

### Voorbeschouwing: Wellens op één been en zonder handen?
't Is eenzaam aan de top, weet uittredend wereldkampioen Bart Wellens. Hij is dé man van het seizoen 2003–2004. Bijna elke cross is een kolfje naar zijn hand. Wellens duldt geen tegenstand en wint dat seizoen 21 crossen. Hij laat wat kruimels aan eeuwige rivaal Sven Nys, meer bepaald negen kruimels. Wellens wint alle regelmatigheidsklassementen, behalve, en daar vloeide veel inkt over in de Belgische pers, de Wereldbeker die Richard Groenendaal toekomt. In de Superprestige wint Wellens vier crossen uit acht. In Sint-Michielsgestel won Nys en in Hoogstraten was Erwin Vervecken aan het feest. In de Gazet van Antwerpen Trofee wint Wellens maar liefst vijf crossen uit zeven. Voor het wereldkampioenschap zelfs vijf uit zes, de laatste Trofee cross werd na het wereldkampioenschap gereden. Nys kan alleen in zijn eigen Gazet van Antwerpen GP Sven Nys zegevieren, in Baal op 1 januari. Wellens wordt Belgisch kampioen in Lille.
Wellens viert hoogtij, Nys kijkt met lede ogen toe. Nys heeft geen 'vrienden' op een wereldkampioenschap. Zijn verleden hangt als een molensteen om zijn nek en hij staat er zoals steeds moederziel alleen voor. Dat zijn concullega's minachtend over Nys denken, zal op jammerlijke wijze blijken in februari, na het wereldkampioenschap. Hem zal niks gegund worden, terwijl Wellens aan Vervecken een belangrijke ploegmaat heeft. Wellens is topfavoriet om zichzelf op te volgen. De Kempenaar heeft vleugels. Vooraf is er kritiek op parcoursbouwer Adrie van der Poel, en Wellens is daarbij niet alleen. Onderwerp is de materiaalzone. Een dubbele materiaalpost of twee enkele? Het zijn er twee, alleen liggen ze bij mekaar. Van der Poel: 'Dit jaar hebben we het probleem van de fietswissels aangekaart. Op het wereldkampioenschap moeten de renners links van fiets wisselen. Dat hebben de renners eigenlijk zelf in de hand gewerkt. Dat was pure wedstrijdvervalsing. Sommige renners zijn gewoon om rechts te wisselen en beweren dat ze dat links niet kunnen. Het is een aanpassing maar toch. Ik ben nu al vier jaar gestopt en heb twintig minuten geoefend. Het gaat nog niet even vlot als rechts maar het lukt aardig. Ik ben ervan overtuigd dat iedereen het kan leren', aldus Van der Poel aan De Tijd.
'Beter het hoofd in de regen dan de voeten nat' stond niet in het draaiboek bij drievoudig wereldkampioen Mario De Clercq in de maanden voor het wereldkampioenschap. Mario De Clercq was verwikkeld in een dopingzaak, waarin onder anderen de naam van wielerkampioen Johan Museeuw zou genoemd worden. De zaak-José Landuyt beroerde destijds de wielerwereld. Rond De Clercq hing een zweem van dopingperikelen, die hem dan ook in slecht daglicht stelden. De zaak dreigde hem zijn selectie te kosten, en hoewel bondscoach Rudy De Bie benadrukte dat hij zou kiezen voor de beste renners, duurde het wel erg lang voor hij De Clercq naar Frankrijk meenam. De Clercq had in het seizoen 2002–2003 zijn afscheid aangekondigd, maar hij keerde al gauw op zijn stappen terug. Drijfveer was een laatste keer schitteren op een wereldkampioenschap. Beschuldigingen van dopinggebruik overschaduwen zijn ambities, maar De Clercq is gebrand op succes. Zijn zaak omtrent gebruik van groeihormonen was op dat ogenblik in behandeling. Na het wereldkampioenschap haalde de renner uit Oudenaarde een eerste slag thuis, maar later werd hem toch een schorsing van twee jaar opgelegd voor bezit van verboden middelen. Ten tijde van het wereldkampioenschap verkeerde hij dus in zwaar water.

### Wellens wint nagelbijter
Richard Groenendaal verschijnt in Pontchâteau aan de start als Nederlandse hoop op een wereldtitel en dat in bange dagen voor de crossnatie. België rijdt mijlenver voor Nederland uit en heeft met Bart Wellens en Sven Nys de gedoodverfde topfavoriet en zijn uitdager in de rangen. Op het razendsnelle Franse parcours belooft de schifting moeilijk te maken. Beide nemen een goede start. Niet Wellens, maar Nys neemt de leiding in de eerste ronde. Maar dan gaat het licht uit. In de eerste helft van de koers verdwijnt Nys volledig naar het achterplan. Even later gooit Nys er de bijl zelfs bij neer. Voor de Vlaams-Brabander een zoveelste ontgoocheling op een wereldkampioenschap, en de droogstand duurt voort. Wederom wegens een offday. Ook Groenendaal geeft op.
Wellens lijkt het wereldkampioenschap op een dienblad gepresenteerd te krijgen. Erwin Vervecken, Ben Berden en Mario De Clercq denken daar anders over. Berden valt aan, maar vergallopeert zichzelf. Wellens en De Clercq lozen Berden, elkaar eraf rijden lukt niet. Van Vervecken, die doorgaans uitstekend voor de dag komt op een wereldkampioenschap, geen spoor meer in de kop van de koers. Voormalig wereldkampioen Daniele Pontoni hervindt zichzelf uit. De 36-jarige Italiaan wordt vierde, op twintig seconden van het eindpodium. Wellens maakt een foutje, waardoor De Clercq de leiding neemt en de jonge Sven Vanthourenhout komt aansluiten bij Wellens. Wellens panikeert niet en neemt zijn positie terug in.
Wellens, De Clercq en Vanthourenhout lossen elkaar van geen vin en het wordt steeds duidelijker dat zij zullen sprinten voor de wereldtitel. Wellens probeert De Clercq en Vanthourenhout kwijt te spelen in de laatste ronde omdat hij vermoedt dat zij onder een hoedje spelen. Intrinsiek is hij net zo snel als De Clercq, maar die heeft aan Vanthourenhout een mogelijke bondgenoot omdat De Clercq hem kent van zijn periode bij de Domo-Farm Frites-ploeg. Wellens zag dat niet, maar voelde het, zo zei hij. Wellens faalt in zijn opzet om weg te komen.
In een ware nagelbijter weet Wellens nipt De Clercq af te houden. Wellens gaat uit zijn pedaal, maar De Clercq wacht of begint niet meteen te sprinten en buit Wellens' fout niet uit. Wellens kan profiteren, is de snelste en wint met zeven millimeter of een banddikte, en een bijzonder sterke Vanthourenhout neemt brons.

## Uitslagen

### Mannen, elite
| Plaats | Renner              | Land        | Tijd    |
| ------ | ------------------- | ----------- | ------- |
|        | Bart Wellens        | België      | 1:02.19 |
| Zilver | Mario De Clercq     | België      | z.t.    |
| Brons  | Sven Vanthourenhout | België      | + 0.07  |
| 4.     | Daniele Pontoni     | Italië      | + 0.21  |
| 5.     | Ben Berden          | België      | + 0.24  |
| 6.     | Erwin Vervecken     | België      | + 0.29  |
| 7.     | Francis Mourey      | Frankrijk   | + 0.38  |
| 8.     | Petr Dlask          | Tsjechië    | + 0.40  |
| 9.     | Michael Baumgartner | Zwitserland | + 0.49  |
| 10.    | Alessandro Fontana  | Italië      | + 1.09  |

### Mannen, beloften
| Plaats | Renner                | Land        | Tijd   |
| ------ | --------------------- | ----------- | ------ |
|        | Kevin Pauwels         | België      | 49.38  |
| Zilver | Mariusz Gil           | Polen       | + 0.08 |
| Brons  | Martin Zlámalík       | Tsjechië    | + 0.16 |
| 4.     | Sébastien Minard      | Frankrijk   | z.t.   |
| 5.     | Lukas Flückiger       | Zwitserland | + 0.18 |
| 6.     | Zdeněk Štybar         | Tsjechië    | + 0.25 |
| 7.     | Krzysztof Kuźniak     | Polen       | z.t.   |
| 8.     | Enrico Franzoi        | Italië      | z.t.   |
| 9.     | Klaas Vantornout      | België      | + 0.29 |
| 10.    | Wesley Van Der Linden | België      | z.t.   |

### Jongens, junioren
| Plaats | Renner              | Land        | Tijd   |
| ------ | ------------------- | ----------- | ------ |
|        | Niels Albert        | België      | 40.33  |
| Zilver | Roman Kreuziger     | Tsjechië    | + 0.22 |
| Brons  | Clément Lhotellerie | Frankrijk   | + 1.29 |
| 4.     | Clément Cid         | Frankrijk   | + 1.47 |
| 5.     | Petr Novotný        | Tsjechië    | + 1.49 |
| 6.     | Jan Škarnitzl       | Tsjechië    | + 2.05 |
| 7.     | René Lang           | Zwitserland | + 2.10 |
| 8.     | Thijs van Amerongen | Nederland   | + 2.44 |
| 9.     | Damien Robert       | Frankrijk   | + 2.46 |
| 10.    | Jonathan Lopez      | Frankrijk   | + 2.46 |

### Vrouwen
| Plaats | Renster                | Land                | Tijd   |
| ------ | ---------------------- | ------------------- | ------ |
|        | Laurence Leboucher     | Frankrijk           | 43.06  |
| Zilver | Maryline Salvetat      | Frankrijk           | + 0.37 |
| Brons  | Hanka Kupfernagel      | Duitsland           | + 0.51 |
| 4.     | Ann Knapp              | Verenigde Staten    | + 1.48 |
| 5.     | Alison Dunlap          | Verenigde Staten    | + 1.54 |
| 6.     | Louise Robinson        | Verenigd Koninkrijk | + 2.02 |
| 7.     | Marianne Vos           | Nederland           | + 2.40 |
| 8.     | Corinne Sempe          | Frankrijk           | + 2.43 |
| 9.     | Reza Hormes-Ravenstijn | Nederland           | + 2.44 |
| 10.    | Birgit Hollmann        | Duitsland           | + 2.46 |

## Medaillespiegel
| Plaats | Land      | Goud | Zilver | Brons | Totaal |
| 1      | België    | 3    | 1      | 1     | 5      |
| 2      | Frankrijk | 1    | 1      | 1     | 3      |
| 3      | Tsjechië  | 0    | 1      | 1     | 2      |
| 4      | Polen     | 0    | 1      | 0     | 1      |
| 5      | Duitsland | 0    | 0      | 1     | 1      |
| Totaal | Totaal    | 4    | 4      | 4     | 12     |

Kampioenschappen:  Wereldkampioenschappen · 
 Europese kampioenschappen · 
 Belgische kampioenschappen · 
 Nederlandse kampioenschappen
Klassementen:  Wereldbeker · 
 Superprestige · 
 GvA Trofee · 
 Budvar Cup · 
 Challenge national
1950 · 
1951 · 
1952 · 
1953 · 
1954 · 
1955 · 
1956 · 
1957 · 
1958 · 
1959 · 
1960 · 
1961 · 
1962 · 
1963 · 
1964 · 
1965 · 
1966 · 
1967 · 
1968 · 
1969 · 
1970 · 
1971 · 
1972 · 
1973 · 
1974 · 
1975 · 
1976 · 
1977 · 
1978 · 
1979 · 
1980 · 
1981 · 
1982 · 
1983 · 
1984 · 
1985 · 
1986 · 
1987 · 
1988 · 
1989 · 
1990 · 
1991 · 
1992 · 
1993 · 
1994 · 
1995 · 
1996 · 
1997 · 
1998 · 
1999 · 
2000 · 
2001 · 
2002 · 
2003 · 
2004 · 
2005 · 
2006 · 
2007 · 
2008 · 
2009 · 
2010 · 
2011 · 
2012 · 
2013 · 
2014 · 
2015 · 
2016 · 
2017 · 
2018 · 
2019 ·
2020 ·
2021 ·
2022 ·
2023 ·
2024 ·
2025

Categorieën

Mannen elite · 
vrouwen elite · 
mannen beloften · 
vrouwen beloften · 
jongens junioren · 
meisjes junioren · 
gemengde estafette

Voormalig:
mannen amateurs